# Paectes fabrica
Paectes fabrica är en fjärilsart som beskrevs av Swinhoe 1902. Paectes fabrica ingår i släktet Paectes och familjen nattflyn. Inga underarter finns listade i Catalogue of Life.